# Bernhard Dräger

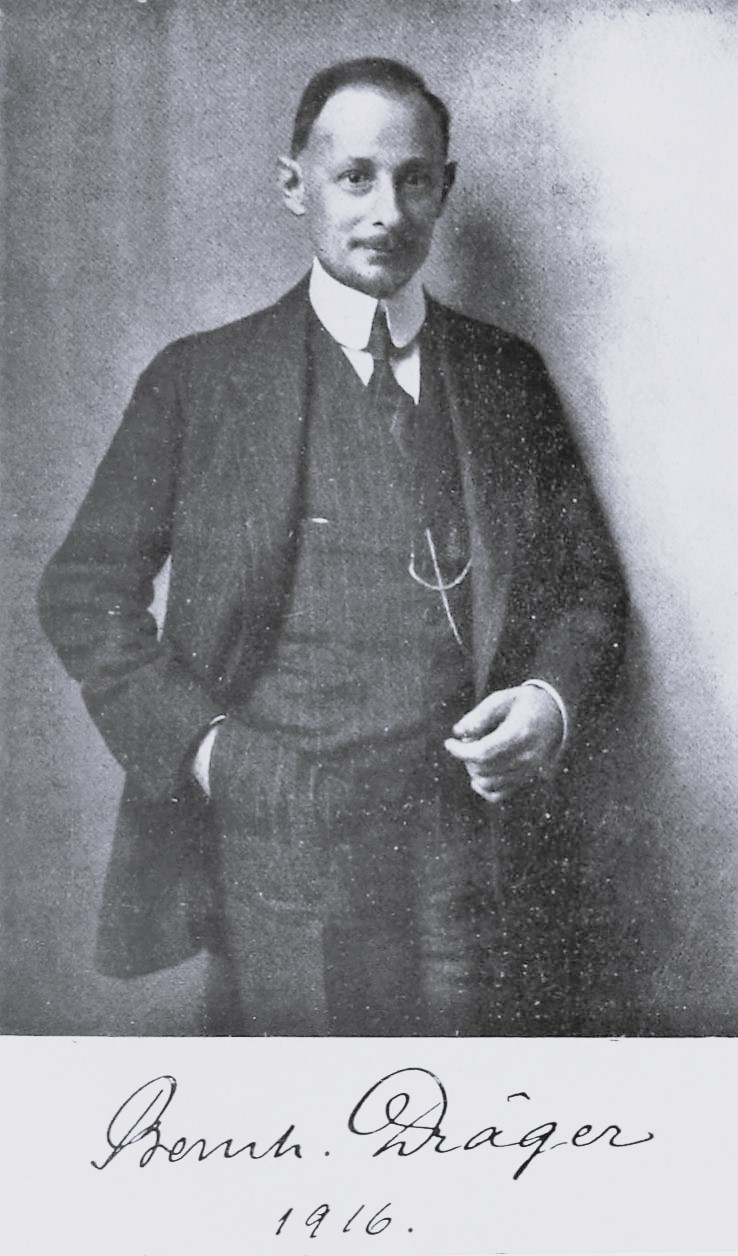
Bernhard Dräger

Alexander Bernhard Dräger (* 14. Juni 1870 auf der Howe im Kirchspiel Kirchwerder; † 12. Januar 1928 in Lübeck) war ein deutscher Ingenieur und Unternehmer. Er war Mitinhaber des Drägerwerks und entwickelte den ersten Narkose-Automaten der Welt sowie tragbare Atemgeräte.

## Leben und Wirken
Bernhard Dräger war ein Sohn von Johann Heinrich Dräger und dessen Ehefrau Emma Dräger, geborene Puls. Er verbrachte seine Kindheit in bescheidenen wirtschaftlichen Verhältnissen in Kirchwerder. 1881 zog die Familie nach Bergedorf, wo der Vater ein Geschäft für Uhren, Nähmaschinen und sonstige technische Geräte gegründet hatte. In Bergedorf besuchte er die Hansaschule und zog mit seinen Eltern 1886 nach Lübeck. Auf dem Katharineum zu Lübeck erhielt er 1888 die Obersekundareife.
Nach der Schule volontierte Dräger bis Ostern 1889 in der Reparaturwerkstatt der Lübeck-Büchener Eisenbahn. Nachdem sein Vater im selben Jahr gemeinsam mit dem Kapitalgeber Carl Adolf Gerling ein Unternehmen gegründet hatte, wechselte Dräger dorthin; der Laden bot Handelswaren aller Art an und verfügte über eine kleine Reparaturwerkstatt. Die Unternehmer vertrieben auch sogenannte „Bierdruckautomaten“. Diese dienten dem Ausschank von Fassbier unter Verwendung von Kohlensäure und verfügten über ein Ventil zur Reduzierung des Drucks. Aufgrund der ungenügenden Qualität diese Ventils konstruierten Vater und Sohn Dräger ein eigenes Bauteil. 1889 erhielten sie hierfür ein Patent. Sie produzierten dieses „Lubeca-Ventil“ in ihrer eigenen Werkstatt und erreichten damit den Durchbruch für die professionelle Verwendung komprimierter Gase.
1890 starb der Teilhaber Gerling. Das Unternehmen der Drägers firmierte seither als Lübecker Bierdruckapparate- und Armaturenfabrik Heinrich Dräger. Bernhard Dräger wurde im Mai 1893 zum Prokuristen ernannt. Im selben Jahr hospitierte er für zwei Semester an der Technischen Hochschule (Berlin-)Charlottenburg bei Franz Reuleaux. Dabei belegte er die Studienfächer Kinematik, Maschinenelement- und Werkzeugkunde. Danach organisierte er die Entwicklungsarbeit des eigenen Unternehmens grundlegend neu und entwickelte sich zu dessen wichtigstem Ingenieur und Erfinder.
Zusammen mit seinem Vater sowie den Brüdern Rudolf und Heinrich Thiel gründete er 1895 die Deutsche Bierfaß-Automat-Gesellschaft. Das Unternehmen Dräger produzierte zu dieser Zeit noch hauptsächlich Bierdruckapparate. Ebenfalls wurde er in jenem Jahr offizieller Mitinhaber des schnell wachsenden Familienunternehmens. Am 14. August 1897 heiratete er Elfriede Charlotte Margarete Stange (* 16. Juli 1876 in Kirchwerder; † 14. Mai 1959 in Lübeck). Seine Ehefrau war die Tochter des Arztes Otto Stange aus Bergedorf und der Pauline Stange, geborene Sonder. Das Ehepaar bekam eine Tochter und zwei Söhne, darunter Heinrich Dräger. Im selben Jahr baute Dräger ein Wohnhaus beim Unternehmenssitz an der Moislinger Allee. Dieses erhielt nach seiner Ehefrau die Bezeichnung „Villa Elfriede“. Der Maler Walter Gräfenhahn wurde durch die Heirat sein Schwager, wie auch der Architekt Carl Mühlenpfordt durch die Ehe mit seiner Schwester Anna Dräger.
Das Unternehmen Dräger hatte Erfolg, da es gelang, von der bislang praktizierten Technik des Bierzapfens mittels Umgebungsluft hin zur Verwendung von in Flaschen vorkomprimierter Kohlensäure zu wechseln. 1896 entwickelte Bernhard Dräger einen Gebläsebrenner (Druck- und Saugdüse), der das Injektorprinzip verwendete und gemeinsam mit dem Ventil zur Druckreduzierung die technische Basis für weitere Geräte des Unternehnmens darstellte. 1899 folgte ein Oxygen-Automat, der gefahrlos und exakt reguliert Sauerstoff aus einer Hochdruckflasche abgab. Darauf basierend konnte das Unternehmen weitere Geräte für Atemschutz, Taucherei, Luftfahrt, Medizin- und Autogentechnik entwickeln.
1901 entwickelte Dräger ein Inhalationsgerät, mit dem reiner Sauerstoff bei medizinischen Anwendungen und bei der Wiederbelebung eingesetzt werden konnte. Hinzu kam ein tragbares Sauerstoff-Rettungsgerät, das Atmen und Arbeiten in giftigen Gasen ermöglichte. Das Gerät hatte sehr großen Erfolg und fand weltweit Absatz. 1902/1903 kam ein gemeinsam mit Otto Roth konzipierter erster Narkose-Automat hinzu. Dieser Roth-Drägersche Mischnarkoseapparat zur Durchführung von Äther- und Chloroform-Narkosen erfuhr etwa durch Bernhard Krönig im Jahr 1904 technische Verbesserungen. In den Folgejahren entstanden zahlreiche weitere tragbare Atemgeräte. Aus dem Drägerwerk wurde ein international führendes Spezialunternehmen. 1907 eröffnete Bernhard Dräger eine Niederlassung in New York.
Während des Ersten Weltkriegs beschränkte sich Dräger in der Entwicklung auf den Atemschutz. Aufgrund vieler Aufträge des Staates für die Ausrüstung des Heeres mit Gasmasken und Atemschutzgeräten im Rahmen des Gaskriegs wurde die bis dahin größtenteils manuelle Produktion auf eine Massenproduktion mit weitreichender Maschinisierung ersetzt. Von der Front schrieb der Kriegsfreiwillige und spätere Panzergeneral Karl Mauss am 16. August 1915 an seinen Schulkameraden Heinrich, den Sohn von Bernhard Dräger, dass bereits alle Offiziere deren Dräger-Tübben hätten und man den Selbstretter in jedem Graben fände. Arbeiteten hier vor dem Krieg noch 300 Personen, waren es zum Zeitpunkt der Novemberrevolution 2000.
Das Kriegsende bedeutete für das Drägerwerk starke Auftragsrückgänge und schlechtere Verkaufsmöglichkeiten im Ausland. In der Sanitätsabteilung konnten die Arbeiterinnen, die zuvor Gasmasken gefertigt hatten, nur weiter beschäftigt werden, da Drägers Ehefrau eine Textilabteilung einführte. Das Lübecker Wohlfahrtsamt reichte diese Waren an die Einwohner weiter. Dennoch ging die Anzahl der Beschäftigten im Jahr 1920 auf 200 Personen zurück. Aufgrund der Inflation ruhte der Geschäftsbetrieb zwischenzeitlich.
Nach Kriegsende konnte Bernhard Dräger seine Entwicklungstätigkeiten wieder ausweiten. Er arbeitete an lungenautomatischen Bergbaugeräten, die im Bereich der Grubenrettung und der Feuerwehr zum Einsatz kamen und neue Standards in der Grubenrettung setzten. 1922 und 1924 kamen Geräte für die Höhenatmungstechnik und ein frei tragbarer Höhen-Sauerstoffapparat hinzu. In Bernhard Drägers Todesjahr erschien ein Narkoseapparat, der erstmals mit Lachgas arbeitete.
Dräger bewohnte seit 1917 eine repräsentative Villa nahe der Fabrik. Seit 1918 gehörte ihm das Gut Nütschau bei Bad Oldesloe, wo er jedoch nicht dauerhaft wohnte. Er gehörte mehreren Vereinen und Verbänden an und war eine führende Persönlichkeit in der Lübecker Handelskammer und im Bund der Arbeitgeber. Er war Mitglied im Verein Deutscher Ingenieure (VDI) und gehörte dessen Hamburger Bezirksverein an.
Am 16. Januar 1928 hielt Wilhelm Mildenstein, Hauptpastor der Luthergemeinde, für den Vorsitzenden des Kirchenvorstands seiner Gemeinde in der Marienkirche den Trauergottesdienst ab.

## Persönlichkeit
Dräger arbeitete als Ingenieur stets in dem Bewusstsein, Verantwortung für die Menschen zu tragen, die seine Geräte einsetzten. Er galt als selbstkritischer Perfektionist und stellte die technische Optimierung der Produkte oftmals vor wirtschaftliche Betrachtungen. Die Ausstattung seiner Produktionsstätten war hinsichtlich Technik, Organisation und Hygiene vorbildlich. Im Jahr 1904 entlohnte das Unternehmen die Beschäftigten erstmals mit einem durchdachten Prämiensystem; sie konnten somit am Unternehmenserfolg partizipieren. Außerdem richtete er einen Arbeiterausschuss ein, der innere Angelegenheiten der Fabriken mitdiskutieren durfte.

## Ehrungen
Die Technische Hochschule (Berlin-)Charlottenburg verlieh Dräger 1916 die Ehrendoktorwürde (als Dr.-Ing. E. h.).